# Condylostylus quadriseriatus
Condylostylus quadriseriatus är en tvåvingeart som beskrevs av Robinson 1975. Condylostylus quadriseriatus ingår i släktet Condylostylus och familjen styltflugor. Inga underarter finns listade i Catalogue of Life.